# Hannah Lyman
Hannah Lyman, née en 1816 et morte le 21 février 1871, est une éducatrice américaine. Elle est la première rectrice du Vassar College. Lyman s'est activement impliquée dans le développement de l'éducation des jeunes filles au Canada, à Montréal, et aux États-Unis ainsi que dans diverses initiatives missionnaires.

## Biographie
Hannah Willard Lyman naît à Northampton, Massachusetts, en 1816. Elle est d'origine puritaine. Elle est la fille de Theodore Lyman et Susan Willard Whitney.
Son frère aîné Henry Lyman (en), né en 1809, missionnaire baptiste à Sumatra, y est assassiné le 28 juin 1834 avec son collègue Samuel Munson.
En 1839, Hannah Lyman s'installe à Montréal, où vivent plusieurs membres de sa famille ; elle y ouvre une école pour jeunes filles, qui attire des élèves de toutes les régions du Canada, ainsi que du nord et de l'est des États-Unis.
En 1865, elle est sollicitée pour aider à l'organisation et prendre la direction de Vassar College, une université privée alors réservée aux femmes, fondée en 1861 à Poughkeepsie dans l’État de New York.
Elle meurt de la tuberculose à Poughkeepsie le 21 février 1871. Sa dépouille est ramenée à Montréal pour être inhumée au cimetière Mont-Royal,.

## Œuvres
- The Martyr of Sumatra: A Memoir of Henry Lyman, New York, R. Carter, 1856.
- To the parents of students, 1867.